# Campeonato Europeu de Atletismo em Pista Coberta de 1970

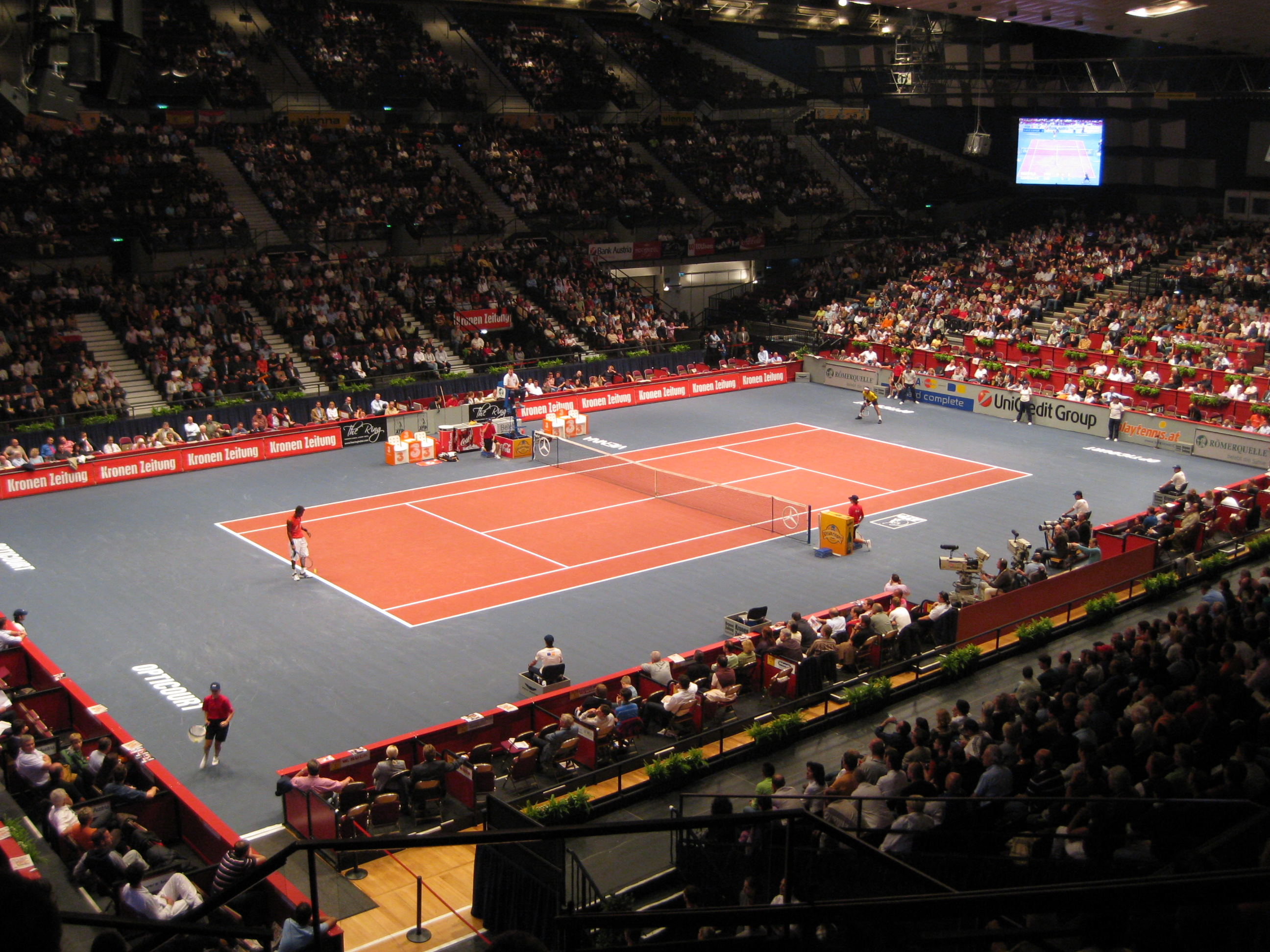
Uma partida

O Campeonato Europeu de Atletismo em Pista Coberta de 1970 foi a 1ª edição do campeonato organizado pela Associação Europeia de Atletismo (AEA) em Viena, na Áustria, entre 14 e 15 de março de 1970.  O Campeonato veio em substituição aos Jogos Europeus em Pista Coberta, do qual eram disputados desde 1966. Foram realizadas 22 provas. 

## Medalhistas

### Masculino
| Evento               | Ouro                                                                                       | Ouro    | Prata                                                                              | Prata   | Bronze                                                                                         | Bronze  |
| 60 m                 | Valeriy Borzov (URS)                                                                       | 6.6     | Zenon Nowosz (POL)                                                                 | 6.7     | Jarkko Tapola (FIN)                                                                            | 6.7     |
| 400 m                | Aleksandr Bratchikov (URS)                                                                 | 46.8    | Andrzej Badeński (POL)                                                             | 46.9    | Yuriy Zorin (URS)                                                                              | 48.4    |
| 800 m                | Yevgeniy Arzhanov (URS)                                                                    | 1:51.0  | Juan Borroz (ESP)                                                                  | 1:51.9  | Jože Međimurec (YUG)                                                                           | 1:51.9  |
| 1500 m               | Henryk Szordykowski (POL)                                                                  | 3:48.8  | Frank Murphy (IRL)                                                                 | 3:49.0  | Vladimir Panteley (URS)                                                                        | 3:49.8  |
| 3000 m               | Ricky Wilde (GBR)                                                                          | 7:46.85 | Harald Norpoth (FRG)                                                               | 7:49.50 | Javier Álvarez (ESP)                                                                           | 7:52.45 |
| 60 m barreiras       | Günther Nickel (FRG)                                                                       | 7.8     | Frank Siebeck (GDR)                                                                | 7.8     | Guy Drut (FRA)                                                                                 | 7.8     |
| salto em altura      | Valentin Gavrilov (URS)                                                                    | 2.20    | Gerd Dührkop (GDR)                                                                 | 2.17    | Şerban Ioan (ROM)                                                                              | 2.17    |
| salto com vara       | François Tracanelli (FRA)                                                                  | 5.30    | Kjell Isaksson (SWE)                                                               | 5.25    | Wolfgang Nordwig (GDR)                                                                         | 5.20    |
| salto em comprimento | Tõnu Lepik (URS)                                                                           | 8.05    | Klaus Beer (GDR)                                                                   | 7.99    | Rafael Blanquer (ESP)                                                                          | 7.92    |
| triplo salto         | Viktor Sanyeyev (URS)                                                                      | 16.95   | Jörg Drehmel (GDR)                                                                 | 16.74   | Şerban Ciochină (ROM)                                                                          | 16.47   |
| lançamento do peso   | Hartmut Briesenick (GDR)                                                                   | 20.22   | Heinz-Joachim Rothenburg (GDR)                                                     | 19.70   | Pierre Colnard (FRA)                                                                           | 18.96   |
| estafeta 4x400 m     | União Soviética · Yevgeniy Borisenko · Yuriy Zorin · Boris Savchuk · Aleksandr Bratchikov  | 3:05.9  | Polônia · Jan Werner · Stanisław Grędziński · Jan Balachowski · Andrzej Badeński   | 3:07.5  | Alemanha Ocidental · Dieter Hübner · Karl-Hermann Tofaute · Ulrich Strohhacker · Helmar Müller | 3:10.7  |
| Medley Relay 2800 m  | União Soviética · Alexander Konnikov · Sergey Kryuchek · Vladimir Kolesnikov · Ivan Ivanov | 6:18.0  | Polônia · Edmund Borowski · Stanisław Waśkiewicz · Kazimierz Wardak · Eryk Żelazny | 6:18.8  | Alemanha Ocidental · Horst Hasslinger · Lothar Hirsch · Manfred Henne · Ingo Sensburg          | 6:19.6  |

### Feminino
| Evento               | Ouro                                                                                             | Ouro   | Prata                                                                                             | Prata  | Bronze                                                                                          | Bronze |
| 60 m                 | Renate Meissner (GDR)                                                                            | 7.4    | Sylviane Telliez (FRA)                                                                            | 7.5    | Wilma van den Berg (NED)                                                                        | 7.5    |
| 400 m                | Marilyn Neufville (GBR)                                                                          | 53.01  | Christel Frese (FRG)                                                                              | 53.13  | Colette Besson (FRA)                                                                            | 53.63  |
| 800 m                | Maria Sykora (AUT)                                                                               | 2:07.0 | Lyudmila Bragina (URS)                                                                            | 2:07.5 | Zofia Kołakowska (POL)                                                                          | 2:07.6 |
| 60 m barreiras       | Karin Balzer (GDR)                                                                               | 8.2    | Liya Khitrina (URS)                                                                               | 8.2    | Teresa Sukniewicz (POL)                                                                         | 8.5    |
| salto em altura      | Ilona Gusenbauer (AUT)                                                                           | 1.88   | Cornelia Popescu (ROM)                                                                            | 1.82   | Rita Schmidt (GDR)                                                                              | 1.82   |
| salto em comprimento | Viorica Viscopoleanu (ROM)                                                                       | 6.56   | Heide Rosendahl (FRG)                                                                             | 6.55   | Mirosława Sarna (POL)                                                                           | 6.54   |
| lançamento do peso   | Nadezhda Chizhova (URS)                                                                          | 18.80  | Hannelore Friedel (GDR)                                                                           | 18.39  | Marita Lange (GDR)                                                                              | 18.09  |
| estafeta 4x200 m     | União Soviética · Nadezhda Besfamilnaya · Vera Popkova · Galina Bucharina · Lyudmila Samotyosova | 1:35.7 | Alemanha Ocidental · Elfgard Schittenhelm · Annelie Wilden · Marianne Bolling · Annegret Kroniger | 1:37.6 | Áustria · Maria Sykora · Brigitte Ortner · Christa Kepplinger · Hanni Burger                    | 1:40.8 |
| Medley Relay 2000 m  | França · Sylviane Telliez · Mireille Testanière · Colette Besson · Nicole Duclos                 | 4:58.4 | Alemanha Ocidental · Elfgard Schittenhelm · Heidi Gerhard · Christa Merten · Jutta Haase          | 5:01.1 | União Soviética · Lyudmila Golomazova · Olga Klein · Nadezhda Kolesnikova · Svetlana Moshchenok | 5:02.2 |

## Quadro de medalhas
| Ordem | País               | Medalha de ouro | Medalha de prata | Medalha de bronze | Total |
| ----- | ------------------ | --------------- | ---------------- | ----------------- | ----- |
| 1     | União Soviética    | 10              | 2                | 3                 | 15    |
| 2     | Alemanha Oriental  | 3               | 6                | 3                 | 12    |
| 3     | França             | 2               | 1                | 3                 | 6     |
| 4     | Áustria            | 2               | 0                | 1                 | 3     |
| 5     | Reino Unido        | 2               | 0                | 0                 | 2     |
| 6     | Alemanha Ocidental | 1               | 5                | 2                 | 8     |
| 7     | Polônia            | 1               | 4                | 3                 | 8     |
| 8     | Romênia            | 1               | 1                | 2                 | 4     |
| 9     | Espanha            | 0               | 1                | 2                 | 3     |
| 10    | Irlanda            | 0               | 1                | 0                 | 1     |
| 10    | Suécia             | 0               | 1                | 0                 | 1     |
| 12    | Finlândia          | 0               | 0                | 1                 | 1     |
| 12    | Países Baixos      | 0               | 0                | 1                 | 1     |
| 12    | Iugoslávia         | 0               | 0                | 1                 | 1     |

Legenda
| Recorde mundial       | Recorde mundial (World record)               |                       | Recorde africano                      | Recorde africano (African) |                                           | Q | Classificado por posição (Qualified) |
| Recorde do campeonato | Recorde do campeonato (Championship record)  | Recorde da América    | Recorde da América (Americas)         | q                          | Classificado por melhor tempo (Qualified) |   |                                      |
| Melhor marca do ano   | Melhor marca do ano (World leading)          | Recorde asiático      | Recorde asiático (Asian)              | DNS                        | Não largou (Did not start)                |   |                                      |
| Recorde nacional      | Recorde nacional (National record)           | Recorde europeu       | Recorde europeu (European)            | DNF                        | Não terminou (Did not finish)             |   |                                      |
| Recorde pessoal       | Recorde pessoal do atleta (Personal best)    | Recorde da Oceania    | Recorde da Oceania (Oceania)          | DSQ / DQ                   | Desclassificado (Disqualified)            |   |                                      |
| Recorde da temporada  | Recorde da temporada do atleta (Season best) | Recorde sul-americano | Recorde sul-americano (South America) | NM                         | Sem marca (No mark)                       |   |                                      |